# Josef Polig
Josef Polig (n. 9 noiembrie 1968, Vipiteno, Trentino-Tirolul de Sud, Italia) este un schior alpin ce a reprezentat Italia, medaliat olimpic. A participat la o ediție a Jocurilor Olimpice (1992) în care a câștigat o medalie de aur.

## Participări
Lista de mai jos prezintă principalele competiții la care a participat Josef Polig de-a lungul carierei.
- alpine skiing at the 1992 Winter Olympics – men's combined[*]